# Uman (Ukraine)
Uman (ukrainsk: Умань, tr. Uman; polsk: Humań) er en større by og administrativt centrum for Uman rajon (ukrainsk: Уманський район, tr. Umanskij rajon) i Tjerkasy oblast. Byen ligger ved floden Umanka i hjertet af Ukraine og har 82.154 (2021) indbyggere. Vigtigste erhverv: Turisme, uddannelse — især inden for landbrug — og handel.
I Ukraine er byen mest kendt for den store Sofiapark (sv) (ukrainsk: Софіївський парк), som i 2007 blev udnævnt til et af landets syv underværker. Desuden er byen et vigtigt pilgrimsmål for chasidiske jøder, eftersom rabbiner Nachman af Breslov (sv) er begravet der. Det anslås, at der valfarter over 20.000 chassidiske jøder af den breslovske gren til hans grav i dagene inden det jødiske nytår.